# Mirosaljci (Lazarevac)
Pour les articles homonymes, voir Mirosaljci.
Mirosaljci (en serbe cyrillique : Миросаљци) est une localité de Serbie située dans la municipalité de Lazarevac et sur le territoire de la Ville de Belgrade. Au recensement de 2011, elle comptait 1 513 habitants.
Mirosaljci est officiellement classé parmi les villages de Serbie.

## Géographie

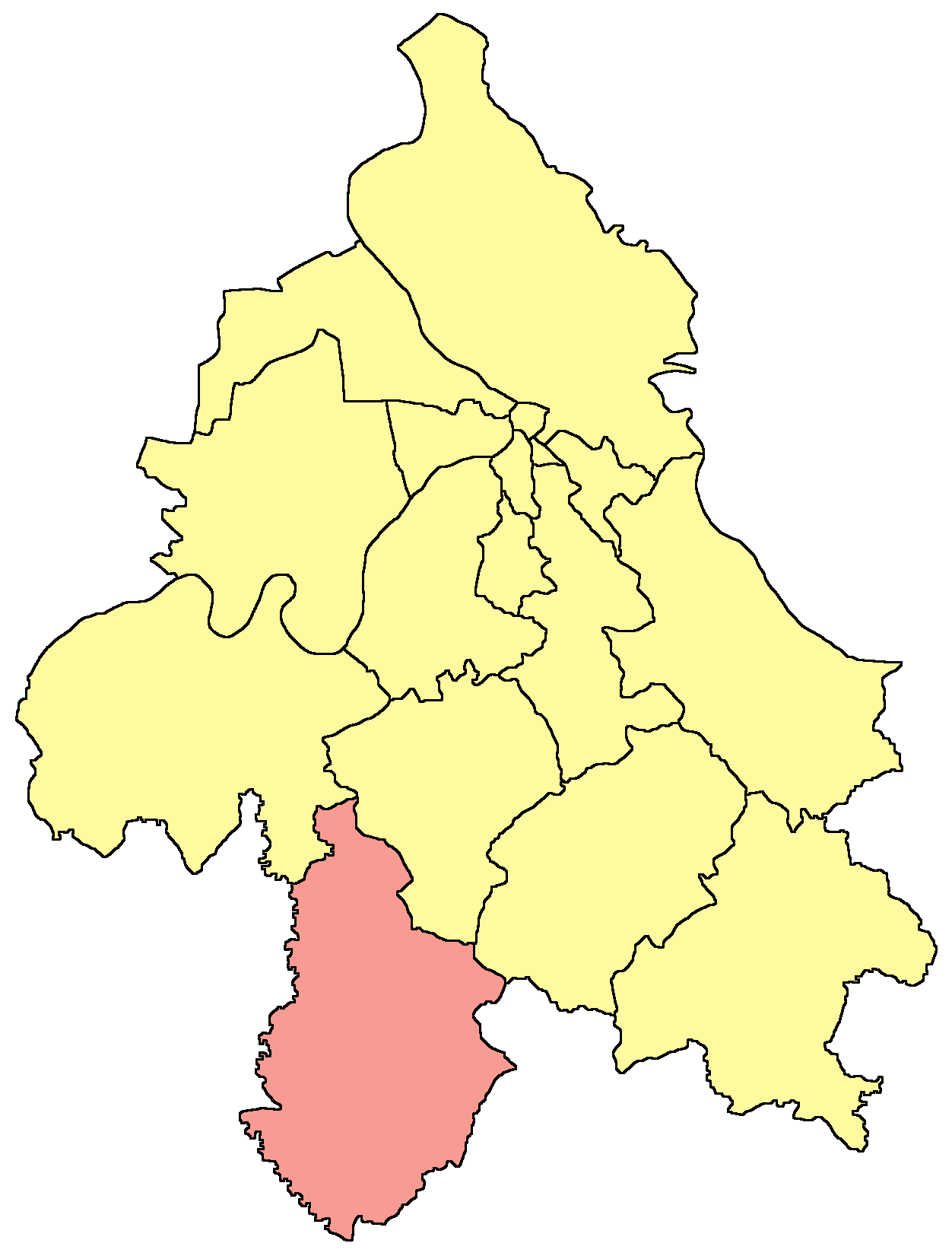
Localisation de la municipalité de Lazarevac dans la Ville de Belgrade

## Histoire
Sur le territoire de Mirosaljci ont été découvertes des céramiques remontant à la culture de Vinča (entre 7000 et 3000 av. J.C.).

## Démographie

### Évolution historique de la population
| 1948  | 1953  | 1961  | 1971  | 1981  | 1991  | 2002  | 2011  |
| ----- | ----- | ----- | ----- | ----- | ----- | ----- | ----- |
| 1 775 | 1 863 | 1 820 | 1 729 | 1 723 | 1 794 | 1 658 | 1 513 |

|  |

### Données de 2002
Pyramide des âges (2002)
En 2002, l'âge moyen de la population était de 39,3 ans pour les hommes et 41,9 ans pour les femmes.
Répartition de la population par nationalités (2002)
En 2002, les Serbes représentaient 99,15 % de la population.

### Données de 2011
En 2011, l'âge moyen de la population était de 42,4 ans, 41,3 ans pour les hommes et 43,5 ans pour les femmes.

## Éducation
L'école élémentaire Slobodan Penezić Krcun de Junkovac gère une annexe à Mirosaljci.